# Jesse D. Goins
Jesse D. Goins, né le 23 juillet 1952 à New York, (État de New York, États-Unis), est un acteur américain.

## Filmographie

### Cinéma
- 1982 : Jekyll and Hyde... Together Again : Dutch
- 1983 : Second Thoughts : l'agent de sécurité
- 1983 : Wargames : Sergent
- 1984 : Les Branchés du Bahut : Brown
- 1986 : Ordinary Heroes : Kenny Bryant
- 1987 : RoboCop : Joe P. Cox
- 1988 : Presidio : Base militaire, San Francisco : MP Bygrave
- 1992 : Jeux de guerre : Agent Shaw
- 1996 : Un éléphant sur les bras : l'agent de sécurité de l'aéroport
- 1996 : Street Corner Justice : Troy
- 1997 : En compagnie des hommes : le patron de la banque
- 1998 : Soldier : Chester
- 2001 : Echos of Enlightenment : Paul
- 2007 : American Zombie : Officier Hannigan
- 2009 : L'Abominable Vérité : Cliff
- 2010 : Once Fallen : Bookman
- 2017 : Deadly Expose : Capitaine Collins

### Télévision
- 1978 : King : Harold O'Connor (3 épisodes)
- 1979 : The White Shadow : Un étudiant (2 épisodes)
- 1980 : Buck Rogers : Rambeau (1 épisode)
- 1980 : Arnold et Willy : Thomas et le cameraman (2 épisodes)
- 1981 : Taxi : Shotgun (1 épisode)
- 1981-1983 : Ralph Super-héros : Cyler Johnson (21 épisodes)
- 1982 : Shérif, fais-moi peur : Purcell (1 épisode)
- 1982-1984 : Capitaine Furillo : Williams Mullins et Cookie Marcel (6 épisodes)
- 1983 : L'Agence tous risques : Phillips (1 épisode)
- 1984 : Tonnerre de feu : le paramédical
- 1984 : Paper Dolls : Olivier (2 épisodes)
- 1985 : Côte Ouest : Bill Wilson (2 épisodes)
- 1987 : La Loi de Los Angeles : Milton Labine (1 épisode)
- 1988 : Dynastie : Détective Jack Lyons (3 épisodes)
- 1989 : Alf : Doug (1 épisode)
- 1990 : La loi est la loi : Jacky (1 épisode)
- 1992 : Matlock : un gardien (1 épisode)
- 1992 : The Ben Stiller Show : le policier (1 épisode)
- 1994 : Seinfeld : le policier (1 épisode)
- 1995 : Urgences : M. Paige (1 épisode)
- 1995 : Courthouse (en) : M. Samson (1 épisode)
- 1996 : Malibu Shores : Lewis Hammond (1 épisode)
- 1996 : La Couleur du baseball : John Givens
- 1997 : Beverly Hills : Juge Sam Reda (1 épisode)
- 1997 : Total Security : Holmes (1 épisode)
- 1997 : The Steve Harvey Show : Bill (1 épisode)
- 1997 : Dharma et Greg : un policier (1 épisode)
- 1998 : Players, les maîtres du jeu : Professeur Harold Davis (1 épisode)
- 1998 : Incorrigible Cory : M. Cup (1 épisode)
- 1999 : Nanako kaitai shinsyo : Sergent Jacks (6 épisodes)
- 1999 : Dingue de toi : Maître DiChristophoro (1 épisode)
- 1999 : Charmed : le docteur (1 épisode)
- 1999 : Diagnostic : Meurtre : le chef député (1 épisode)
- 1999 : Morrie : Une leçon de vie : le fan de sport
- 2000 : Becker : Locksmith (1 épisode)
- 2000 : Titus : un garde (1 épisode)
- 2001 : Oui, chérie ! : l'inspecteur (1 épisode)
- 2001 : Boston Public (1 épisode)
- 2001-2004 : New York Police Blues : Marcus Dayton et Bradley Odum (2 épisodes)
- 2002 : 24 heures chrono : Alan Hayes (2 épisodes)
- 2002 : Ally McBeal : Détective Chouinard (1 épisode)
- 2002 : Malcolm : Officier Smith (1 épisode)
- 2003 : Miracles : Bill (1 épisode)
- 2004 : Cold Case : Affaires classées : Frank Morgan (1 épisode)
- 2004 : Les Feux de l'amour : l'administrateur du bureau (1 épisode)
- 2005 : NCIS : Enquêtes spéciales : Jeffrey Wilson (1 épisode)
- 2005-2006 : Boston Justice : Dr Anyar Marks (2 épisodes)
- 2007 : Bones : le juge (1 épisode)
- 2007 : Girlfriends : Jerry (1 épisode)
- 2009 : Castle : Maître Spencer (1 épisode)
- 2009 : FBI : Portés disparus : Détective Frank Bensinger (1 épisode)
- 2009 : Prison Break : le manager de l'hôtel (1 épisode)
- 2009 : Desperate Housewives : un détective (1 épisode)
- 2011 : Brothers and Sisters : Andrew Karas (1 épisode)
- 2012-2015 : Scandal : le chef de la justice (2 épisodes)
- 2013-2016 : Hit the Floor : le propriétaire de l'équipe (2 épisodes)
- 2014 : Marvel : Les Agents du SHIELD : Theo (1 épisode)
- 2015 : Harry Bosch : Truman (1 épisode)
- 2015 : Jane the Virgin : le ministre (1 épisode)
- 2016 : Superstore : Temp (1 épisode)